# Gottfried Ploucquet
Gottfried Ploucquet est un philosophe allemand né à Stuttgart le 25 août 1716 et mort dans la même ville le 13 septembre 1790.
Envoyé à Tubingue pour étudier la théologie, il s’éprit d’une admiration passionnée pour les écrits de Wolf et il résolut de concilier les principes de ce philosophe avec les enseignements du christianisme. En 1746, Ploucquet fut nommé pasteur à Rötenberg et reçu, en 1749, à l’Académie de Berlin. L’année suivante, le duc Charles l’appela, comme professeur de logique et de métaphysique, à l’université de Tubingue, où il fut aussi chargé d’enseigner l’économie politique.
En 1778, Ploucquet devint professeur à l’École militaire de Suttgard ; mais, en 1782, une attaque d’apoplexie le mit hors d’état de continuer ses travaux et son enseignement ; enfin, peu après, un incendie dévora sa bibliothèque et ses manuscrits.
Comme philosophe, Ploucquet attaqua les doctrines matérialistes du temps ; il osa même se mesurer avec Kant, soutenant contre lui que la preuve cosinologique n’est pas la seule preuve possible de l’existence de Dieu. Sortant du domaine de la critique pure, Ploucquet essaya de donner son propre système, celui qu’il jugeait le plus sûr pour concilier la raison et la foi, la philosophie et la religion.
Sa méthode, connue sous le nom de calcul logique, « consiste à représenter par des lettres capitales les propositions universelles, par de petites lettres les propositions particulières, par le signe — l’affirmation, par la lettre z la négation. » Ploucquet s’attachait à simplifier la logique en représentant les divers éléments de la proposition par des formules mathématiques.
C'est le père du médecin et bibliographe Wilhelm Gottfried Ploucquet.

## Œuvres
Les ouvrages de Ploucquet, écrits en latin, sont nombreux. Parmi ses œuvres, nous avons : 
- Primaria monadologiæ capita, etc. (Berlin, 1748, in-4°) ;
- Methodus tractandi infinita in metaphysicis (1748, in-4°) ;
- De corporum organisatorum generatione disquisitio (Stuttgard, 1749, in-4°) ;
- De materialismo (1750, in-4°);
- Principia de substantiis et phenomenis (Francfort, 1758, in-8°);
- Fundamenta philosophiæ spéculativæ (1759, in-8°) :
- Methodus calculandi in logicis (1763, in-8°) ;
- Problemata de natura hominis ante et post mortem (1766, in-4°) ;
- Institutiones philosophiæ contemplativæ (Stuttgard, 1778, in-4°) ;
- Commentationes philosophiæ selectiores (1781, in-4°), etc.

## Source
« Gottfried Ploucquet », dans Pierre Larousse, Grand dictionnaire universel du XIXe siècle, Paris, Administration du grand dictionnaire universel, 15 vol., 1863-1890 [détail des éditions].